# Huetamo
Huetamo è una municipalità dello stato di Michoacán, nel Messico centrale, il cui capoluogo è la località di Huetamo de Núñez.
La municipalità conta 41.937 abitanti (2010) e ha un'estensione di 2.058,30 km².
Il significato del nome della località è quattro capi.